# Dale, Vaksdals kommun
För hästrasen, se dales.
Dale är en tätort i Vaksdals kommun i Vestland fylke i västra Norge. Orten ligger vid Europaväg 16 och Bergenbanan och är mest känd för sin textilindustri; den första fabriken öppnade 1879.  Den utgör kommunens centralort såväl som största tätort.